# Orkiestra Kameralna Accademia dell’arco
Orkiestra Kameralna Accademia dell’arco, od 2002 r. zwana Academia Balticum – kameralna orkiestra smyczkowa, którą tworzą studenci i absolwenci Akademii Muzycznej im. Feliksa Nowowiejskiego w Bydgoszczy, a od 2000 r. także studenci innych polskich oraz zagranicznych uczelni muzycznych.

## Historia
Orkiestra powstała w 1989 r. z inicjatywy skrzypka Pawła Radzińskiego, profesora Akademii Muzycznej im. Feliksa Nowowiejskiego w Bydgoszczy. Premierowym występem był koncert zorganizowany na zakończenie międzynarodowego kursu skrzypcowego, prowadzonego przez profesora Konserwatorium Muzycznego im. Piotra Czajkowskiego w Moskwie, Wiktora Pikajzena i Pawła Radzińskiego, jego studenta. Intensywną działalność koncertową orkiestra rozpoczęła kilka lat później, pod kierunkiem prof. Pawła Radzińskiego – solisty, dyrygenta i dyrektora artystycznego zespołu. Jednym z pierwszych osiągnięć było wykonanie na forum publicznym, podczas Tygodnia Kultury Chrześcijańskiej w Bydgoszczy dzieła J. Haydna „Siedem słów Chrystusa na krzyżu” (1994) oraz  tournée po Niemczech (1994). W 1997 r. zespół wystąpił w Katedrze Gnieźnieńskiej podczas uroczystości towarzyszących pobytowi papieża Jana Pawła II.
W 2000 r. orkiestra usamodzielniła się, wychodząc spod skrzydeł Akademii Muzycznej w Bydgoszczy, stając się międzynarodowym zespołem, który w 2002 r. przyjął nazwę „Academia Balticum”. W jej składzie znaleźli się zarówno studenci i absolwenci uczelni z Bydgoszczy oraz innych uczelni muzycznych w Polsce, a także studenci ze Szwecji, Finlandii i Estonii. Ciekawym pomysłem koncertowym  był festiwal „Muzyka w świetle księżyca”, zorganizowany w lecie 2002 i 2003 r. w Pałacu w Lubostroniu i Katedrze Gnieźnieńskiej.

## Charakterystyka
Orkiestra stanowi 20-osobowy zespół instrumentalistów. Dorobek koncertowy zespołu i przejawy jego aktywnej działalności artystycznej to m.in. uczestnictwo w muzycznych festiwalach krajowych i zagranicznych oraz nagrania radiowe i telewizyjne. W repertuarze smyczkowej orkiestry kameralnej znajduje się około 40 pozycji muzyki barokowej, klasycznej, romantycznej i współczesnej.
Repertuar zespołu jest bardzo różnorodny - obejmuje dzieła kompozytorów tworzących od epoki baroku aż po współczesność, propagując przy tym kompozycje bydgoskich twórców. Orkiestra koncertuje w wielu miastach Polski. Może poszczycić się również występami w Hiszpanii, we Włoszech, Niemczech, Szwajcarii i Finlandii. Od samego początku prowadzącym i liderem zespołu jest prof. zw. Paweł Radziński.